# Firmin Gillot

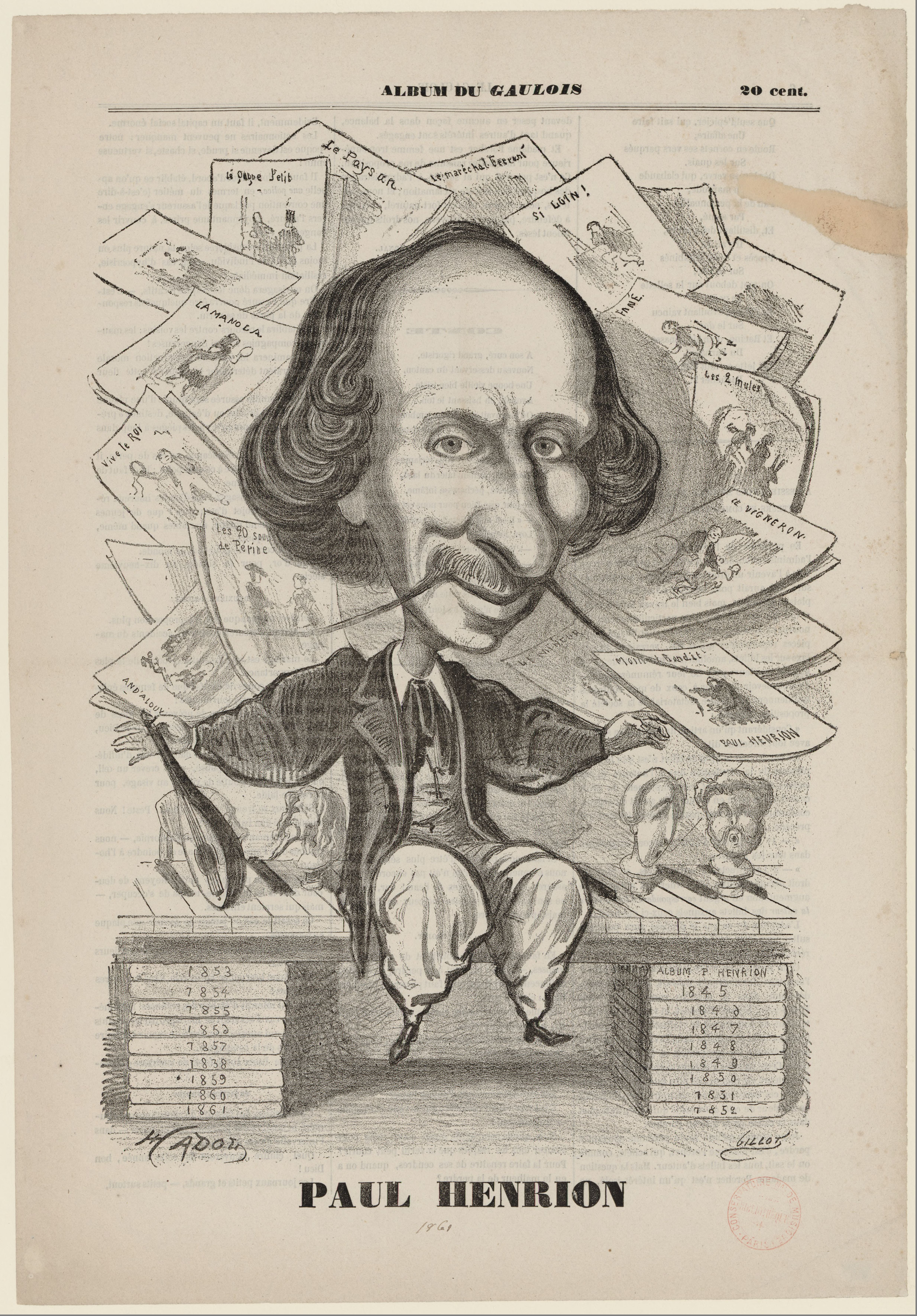
Compozitorul Paul Henrion, fotogravură de Firmin Gillot după un desen de Paul Hadol, Album du Gaulois, 1861.

Firmin Gillot (n. 11 octombrie 1819, Combres, Centre-Val de Loire, Franța – d. 12 iunie 1872, Paris, Franța), este un litograf, tipograf, inginer și inventator francez.

## Biografie
Firmin Gillot a fost fiul unui dogar. În anul 1834 a devenit litograf ucenic în Chartes și apoi gravor-litograf la Paris unde s-a căsătorit la 16 septembrie 1847 la Cambrai cu Mélanie Félicie Eugénie Josèphe Cordier, fiica unui farmacist și soră a sculptorului Charles Cordier.
În anul 1852, Firmin Gillot a inventat fotozincografia - fotogravură în relief, denumită în limba franceză - paniconographie sau gillotage, pentru care a obținut un brevet de invenție. Datorită acestui procedeu tehnic, desenul a putut fi duplicat pe hârtie în mai multe exemplare. Gillot a mai inventat un procedeu cu totul nou, tot în relief dar nu fotografic. Imaginea litografică era transformată într-o imagine tipografică pe zinc ca urmare a aplicării unui acid coroziv.
Charles Gillot a perfecționat invenția tatălui său și a inventat în anul 1877 procedeul de rotire fotomecanică, care avea să fie preluat rapid în procesul tipografic în tipărirea de cărți ilustrate, reviste și periodice ilustrate ca Le Charire, Le Rire, The Butter Plate, Gil Blas.
În anul 1853, Firmin Gillot s-a stabilit pe Quai Saint-Michel, nr.23. În ultima perioadă de vieții a locuit în arodismentul Parisului nr. 10, unde a și murit.